# أندي وايتفورد
أندي وايتفورد (بالإنجليزية: Andy Whiteford)‏ هو لاعب كرة قدم ومدرب كرة قدم بريطاني في مركز الدفاع، ولد في 22 أغسطس 1977 في إسكتلندا في المملكة المتحدة. شارك مع منتخب اسكتلندا تحت 21 سنة لكرة القدم. أما مع النوادي، فقد لعب مع سانت جونستون ونادي ستيرلينغ ألبيون وهاميلتون أكاديميكال.

## وصلات خارجية
- أندي وايتفورد على موقع Soccerbase.com (لاعب) (الإنجليزية)